# Kamelot (folková hudební skupina)

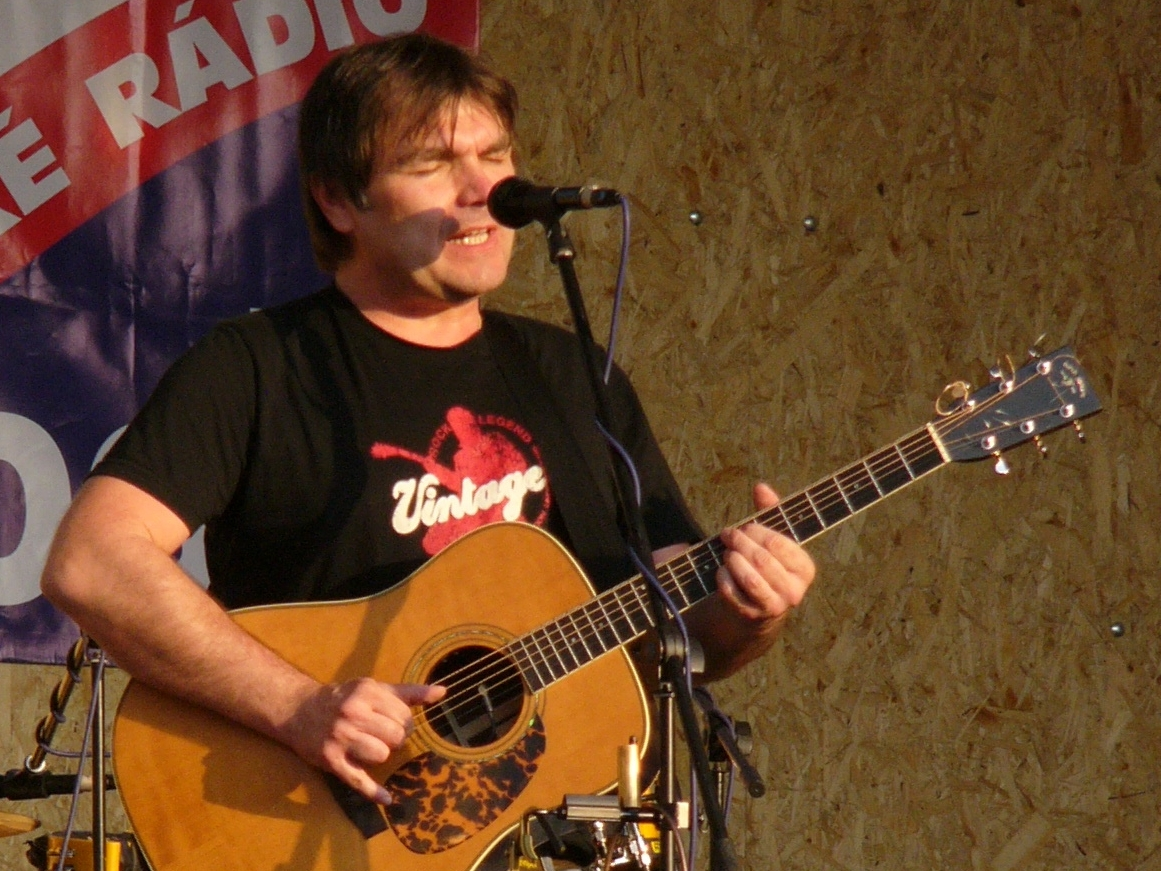
Frontman skupiny Roman Horký.

Kamelot je současná česká hudební skupina pocházející z Brna. Vznikla v roce 1982 a celou její historií ji provází zakladatel a frontman Roman Horký, který je až na výjimky autorem všech textů i hudby k písním skupiny. V anketě časopisu Folk & Country byl Kamelot v letech 1993 až 1999 pokaždé zvolen skupinou roku a šest jeho alb bylo oceněno jako deska roku.
Ke známým písním kapely se mimo jiné řadí „Zachraňte koně“, „Levnej hotel“, „Čas rozchodů“, „Pozor, tunel!“, „Slib“, „Honolulu“ nebo „Island“. Komerčně nejúspěšnějším se stalo debutové album Zachraňte koně vydané v roce 1990, které zaznamenalo téměř 100 000 prodaných nosičů a získalo multiplatinovou desku. Titulní skladba „Zachraňte koně“ získala ocenění Hit desetiletí ve folk a country hudbě.

## Turné O 106
K propagaci nového alba Mořská sůl (vydáno 27. února 2009), byl vytvořen projekt „O 106“, ve kterém se skupina zavázala odehrát 106 za sebou jdoucích koncertů ve 106 dnech. Turné bylo zahájeno 2. března 2009 v brněnském Semillase a završeno 14. června v Kostelci u Kyjova. V tomto období formace odehrála 110 koncertů za 105 dnů, z toho tři na Slovensku. Tím ustavila nový český rekord a byla oficiálně zanesena do Knihy českých rekordů, kterou organizuje agentura Dobrý den Pelhřimov. Zároveň přispěla darem 106 000 Kč na Fond ohrožených dětí. Nové dvanáctistupňové pivo, světlý ležák s názvem Kamelot začal v únoru 2009 produkovat Pivovar Černá Hora jako součást turné.

## Současní členové
- Roman Horký – sólový zpěv, sólová kytara, autor větší části hudby a textů
- Viktor Porkristl – doprovodná kytara, zpěv (od 1996 do 2004) (návrat 3. ledna 2008)
- Vladimír Třebický – bicí, perkuse (od 2012)
- David Stárek – basová kytara, zpěv (od 2022)

## Bývalí členové
- Radomil Michal (Bůček) – sólový zpěv, kytara (1982 - 1995(†))
- Vladimír Chromeček (Pupek) – basa (1982 - 1991), (2012 - 2013)
- Antonín Šmídek (Luigi) – bicí (1982 - 1984)
- Jana Chovancová - Kudrnová (Jana) – zpěv (1982 - 1984)
- Jaroslav Zoufalý (Kelly, Dědek) – bicí, zpěv (1984 - 1999), (2012 - 2013)
- Věra Horká - Kudrnová (Věra) – zpěv (1984 - 1991), (2012 - 2013)
- Dalibor Dunovský (Dalibor) – bezpražcová baskytara (1991 - 1992)
- Petr Rotschein (Tygřík) – baskytara (1992 - 2000), (2012 - 2014)
- Miloš Hollan – zvuk (1992 - 2023(†))
- Richard Lašek (Richard) – bicí (1999 - 2000)
- David Brom (David) – baskytara (2000 - 2001)
- Marek Dráb (Špek) – kytara (2004 - 1. ledna 2008)[8]
- Jiří Meisner – baskytara (2001 - 2010)
- Pavel Plch – bicí (2000 - 2010)
- Blanka Šrůmová – zpěv (2010 - 2012), (2013)
- Petr Surý – kontrabas (2010 - 2012)
- Tomáš Koudelka – kontrabas, baskytara (2012 - 2022)

## Diskografie

### Studiová alba
- 1990 – Zachraňte koně
- 1991 – Tajný výpravy
- 1992 – Vyznavači ohňů
- 1993 – Roman Horký a jeho hosté
- 1994 – Duhová cesta
- 1995 – Zlatá ryba
- 1996 – Cesta do ráje
- 1997 – Vyhaslý oheň
- 1998 – Země antilop
- 1999 – Větrné město
- 2001 – Pozdní návraty
- 2001 – Paměť slonů
- 2002 – Valerie
- 2004 – Zvláštní svět
- 2006 – Modrá planeta
- 2009 – Mořská sůl
- 2010 – 19 ztracených písní Wabiho Ryvoly
- 2012 – Proti proudu
- 2015 – Babí léto
- 2018 – Země tvých dlaní
- 2022 – Spasitel
- 2023 – Zaprášené diamanty

### Kompilační alba
- 1997 – The Best of
- 2000 – Vzpomínka na kamaráda
- 2005 – Dlouhá pláž
- 2005 – Horký léto
- 2005 – Nejkrásnější balady
- 2007 – 25 – Výběr největších hitů
- 2012 – Od A do Z
- 2014 - Platinum Collection

### Koncertní alba
- 2018 – Live (DVD z Mahenova divadla)

### Singly
- 1995 – Tomáš singel
- 1996 – Rio/Hardegg singel
- 2004 – Island singel